# Albert Loefgren
Johan Albert Constantin Loefgren, también conocido como Alberto Loefgren (Estocolmo, 11 de septiembre de 1854 — Río de Janeiro, 30 de agosto de 1918) fue un botánico sueco, que vivió extensamente en Brasil, al ser enviado este naturalista por la Real Academia de Ciencias de Suecia.
En 1891, el presidente del Estado, Américo Brasiliense de Almeida, le dio a Alberto Löfgren para que organizase el acervo de lMuseo Paulista, designándolo director del recién creado Museo del Estado.
En 1913 pidió al Ministerio de Agricultura crear un parque nacional de Itatiaia, en el macizo: el parque nacional de Itatiaia. En el mismo año, la idea del parque nacional recibió el apoyo de datos geológicos, botánicos y geógrafos en una conferencia celebrada en la Sociedad de Geografía de Río de Janeiro.

## Algunas publicaciones
- 1908. Lagoa Santa: Contribuição para a geographia phytobiologica. Belo Horizonte

## Honores
Con su nombre se lo honra en el "Parque Estatal Albert Loefgren" del Estado de Sao Paulo.

### Epónimos
Género
- (Orchidaceae) LoefgrenianthusHoehne[3]

Más de ochenta especies se nombraron en su honor:
| - (Acanthaceae) Ruellia loefgrenii Lindau - (Asteraceae) Stomatanthes loefgrenii (B.L.Rob.) H.Rob. - (Piperaceae) Piper loefgrenii Yunck. | - (Piperaceae) Piper loefgrenii Yunck. - (Poaceae) Paspalum loefgrenii Ekman - (Poaceae) Paspalum loefgrenii Ekman | - (Rubiaceae) Psychotria loefgrenii Standl. - (Urticaceae) Pilea loefgrenii Toledo - (Urticaceae) Pilea loefgrenii var. bradeana Toledo |

- La abreviatura «Loefgr.» se emplea para indicar a Albert Loefgren como autoridad en la descripción y clasificación científica de los vegetales.[13]